# Burka Avenger
Burka Avenger es una serie de televisión animada pakistaní que es transmitida en ese país por la cadena Geo Tez. Fue creada y dirigida por Haroon Rashid y producida por Unicorn Black production studios. La protagonista de la serie es Jiya, una maestra de escuela que posee habilidades especiales en artes marciales con las que protege a su escuela y que usa una burka para proteger su identidad.

## Sinopsis
Jiya trabaja como maestra en la escuela de Halwapur, una ciudad ficticia al norte de Pakistán, ella es aprendiz de "Takht Kabaddi", un arte marcial que aprendió de Kabbadi Jan, su padre adoptivo, y la cual se basa en usar libros y plumas como armas. Jiya protege a la escuela de cualquier amenaza usando una burka para proteger su identidad.

## Recepción
La serie ha recibido elogios y críticas por sus paralelismos con la historia de Malala Yousafzai, una niña pakistaní que fue víctima de un atentado por un miliciano del TTP, grupo terrorista vinculado a los talibanes, por su intento de ir a la escuela y por su relación con la educación de las mujeres en Pakistán. Algunos de los antagonistas han sido comparados con las acciones de los talibanes en el noroeste de Pakistán, quienes han destruido cientos de escuelas en la región.
Gran parte de las críticas están centradas en el uso de la burka. La serie ha sido criticada por reforzar los estereotipos del uso de la burka como símbolo de opresión. Sherry Rehman, exembajadora de Pakistán en Estados Unidos calificó el uso de la burka como un estereotipo feudal y comentó que "una dupatta hubiera hecho el trabajo".